# Lucas Colombo Russell
Lucas Hernán Colombo Russell (Ciudad de Buenos Aires; 20 de junio de 1993) es un piloto argentino de automovilismo. Iniciado en el ambiente del kart, donde incrusionó entre los años 2006 y 2010, debutó profesionalmente en este último año al ingresar a la Fórmula Future Fiat de Brasil y al mismo tiempo competir en dos fechas del campeonato de la Fórmula Renault Metropolitana. Compitió activamente en esta última categoría, en las dos clases del Turismo Nacional y en el TC 2000, donde obtuviera importantes resultados. En el año 2011 alcanzaría el subcampeonato de la Fórmula Metropolitana, ascendiendo el año siguiente a la Clase 2 del Turismo Nacional, donde debutó al comando de un Ford Fiesta del equipo DG Motorsport. En el año 2013 hizo su debut en la segunda división del TC 2000, alcanzando su primer triunfo en su cuarta participación. En 2014, cerraría el torneo en la 3.ª colocación y al mismo tiempo, tendría su primer contacto con un Súper TC 2000, al ser invitado a participar en la competencia de los 200 km de Buenos Aires, donde compitió al comando de un Chevrolet Cruze del equipo oficial Chevrolet YPF Pro Racing.

## Biografía deportiva
Su actividad deportiva se inició en el año 2005, cuando se inscribiera para competir en la categoría Pre-Junior de ProKart. Su debut fue en el mes de noviembre de ese año, compitiendo en las dos últimas fechas del año y culminando sexto en ambas competencias. En el 2006 ascendería a la categoría Junior, del campeonato Bonaerense, disputando los torneos Apertura y Clausura, y proclamándose campeón de este último. En los años siguientes, continuaría compitiendo en karting, proclamándose sucesivamente campeón del Clausura Bonaerense, categoría Junior (año 2008) y el Gran Premio Coronación de Copa Rotax, categoría Súper Sudam (año 2009), como así también obtiene los subcampeonatos del Campeonato Bonaerense Nocturno, categoría Junior, el torneo Clausura Copa Rotax (año 2008), el Campeonato anual de Copa Rotax, categoría Súper Sudam (año 2009) y el Campeonato Europeo de Karting, categoría KF2, corrido en Italia (año 2010). Asimismo, como kartista también tendría participaciones a nivel internacional, representando a la Argentina, al competir en los campeonatos Panamericano, categoría Súper Sudam, Mundial Rotax en Egipto, categoría DD2 (año 2009), europeo de Karting (WSK) y el Mundial disputados en España, ambos categoría KF2 (años 2009 y 2010).
Tras su paso por el karting, Colombo dio inicio a su trayectoria dentro del automovilismo de velocidad, debutando en el Brasil, al incorporarse en el mismo año 2010 a la categoría Formula Future Fiat, una competencia de monoplazas inaugurada por el piloto brasileño de Fórmula 1, Felipe Massa junto a su familia, en convenio con Fiat y presentada en ese mismo año. Esta categoría tenía como objetivo la promoción de nuevos valores a nivel mundial, con la posibilidad de brindarle al campeón, un cupo gratuito en la Fórmula Abarth de Italia y un lugar en la Ferrari Driver Academy, programa patrocinado por la Scuderia Ferrari de Fórmula 1 para la formación de nuevos talentos. Al comando de una unidad Signature-Fiat, Colombo daría sus primeros pasos en el automovilismo de velocidad, sin embargo su estadía en Brasil solo duraría dos competencias, alcanzando a sumar solo una unidad. Tras este paso, volvería a la Argentina, donde se incorporaría a la Fórmula Renault Metropolitana, compitiendo en las dos últimas fechas de ese año.
En el año 2011, Colombo desarrollaría su primera temporada completa como piloto de automovilismo, al continuar con su participación dentro de la Fórmula Metropolitana. Para ello, compitió al comando de un Crespi-Renault del equipo de Tati Urriticoechea, con el cual sorprendería dando pelea por el campeonato. Dentro de esta estructura, Colombo se alzaría con dos victorias las cuales le permitirían alcanzar su primer gran logro a nivel nacional, al obtener el subcampeonato por detrás del eventual campeón, Hernán Bueno. la obtención de este lauro por parte del piloto capitalino le abriría definitivamente las puertas a las categorías de automóviles de turismo, ya que tras su consagración recibiría una invitación por parte del preparador Diego Gay, de la Clase 2 del Turismo Nacional, para competir al comando de un Ford Fiesta de esa divisional. De esta manera, se produciría el debut oficial de Colombo Russell en el TN, compitiendo con el número 92 en sus laterales, en el Gran Premio Coronación del año 2011 disputado en el Autódromo Eusebio Marcilla, de la localidad de Junín. El debut de Colombo resultaría muy promisorio, largando desde la 41.ª ubicación y arribando en la 18.ª colocación, culminando la competencia en zona de puntos.

## Trayectoria
| Año       | Categoría                                       | Marca                |
| --------- | ----------------------------------------------- | -------------------- |
| 2005-2010 | Piloto de karts                                 | Karting              |
| 2010      | Fórmula Future Fiat, 2 carreras                 | Signature-Fiat       |
| 2010      | Fórmula Renault Metropolitana, 2 carreras       | Crespi-Renault       |
| 2011      | Subcampeón Fórmula Renault Metropolitana        | Crespi-Renault       |
| 2011      | Clase 2 del Turismo Nacional, 1 carrera         | Ford Fiesta          |
| 2012      | Clase 2 del Turismo Nacional                    | Ford Fiesta          |
| 2012      | Clase 3 de Turismo Pista, invitado              | Volkswagen Gol       |
| 2013      | Clase 2 del Turismo Nacional                    | Ford Fiesta Kinetic  |
| 2013      | Debut en el TC 2000                             | Fiat Linea           |
| 2014      | TC 2000                                         | Fiat Linea           |
| 2014      | Debut en Clase 3 del Turismo Nacional           | Citroën C4           |
| 2014      | Súper TC 2000, 200 km de Buenos Aires, invitado | Chevrolet Cruze      |
| 2014      | Clase 3 de Turismo Pista, invitado              | Renault Mégane Coupé |
| 2015      | Clase 3 del Turismo Nacional                    | Citroën C4           |
| 2015      | Debut en el Súper TC 2000                       | Chevrolet Cruze      |

- [10][11]

## Palmarés
| Título     | Categoría                     | Automóvil      | Año  |
| ---------- | ----------------------------- | -------------- | ---- |
| Subcampeón | Fórmula Renault Metropolitana | Crespi-Renault | 2011 |

## Resultados

### TC 2000
| Año  | Equipo                        | Auto              | 1    | 2    | 3     | 4     | 5    | 6     | 7     | 8     | 9     | 10     | 11    | 12   | 13    | 14     | 15     | 16     | 17    | 18    | 19  | 20     | 21  | 22  | 23  | Res. | Puntos |
| ---- | ----------------------------- | ----------------- | ---- | ---- | ----- | ----- | ---- | ----- | ----- | ----- | ----- | ------ | ----- | ---- | ----- | ------ | ------ | ------ | ----- | ----- | --- | ------ | --- | --- | --- | ---- | ------ |
| 2013 |                               |                   | RC   | BA I | RAF   | AG    | LP   | CON   | OLA   | ROS   | SJO   | JUN    | BA II | PDF  |       |        |        |        |       |       |     |        |     |     |     | 3.º  | 182    |
| 2013 | Pro Racing                    | Fiat Linea        |      |      |       |       |      | 2     | 2     | 6     | 1     | 2      | 1     | 1    |       |        |        |        |       |       |     |        |     |     |     | 3.º  | 182    |
| 2014 |                               |                   | AG I | LP   | JUN   | MER   | BA I | PAR I | RC    | CON   | BA II | PAR II | AG II | GR   |       |        |        |        |       |       |     |        |     |     |     | 3.º  | 173    |
| 2014 | Pro Racing                    | Fiat Linea        | Ret  | 14   | 1     | 7     | 4    | 1     | 2     | 11    | 2     | Ret    | 6     | 14   |       |        |        |        |       |       |     |        |     |     |     | 3.º  | 173    |
| 2016 |                               |                   | SMM  | SMM  | CON I | CON I | BA I | BA I  | SJO   | SJO   | LP    | LP     | CDU   | CDU  | BA II | BA II  | CON II | CON II | RAF   | RAF   | AG  | RC     | RC  | PAR | PAR | -    | -      |
| 2016 | Escudería FE                  | Peugeot 408 I     |      |      |       |       |      |       |       |       |       |        |       |      |       |        |        |        |       |       | Ex. |        |     |     |     | -    | -      |
| 2017 |                               |                   | AG I | AG I | BA I  | BA I  | CDU  | CDU   | PAR I | PAR I | RC    | RC     | BA II | SL   | SL    | PAR II | PAR II | AG II  | SMM   | CON   | CON | BA III |     |     |     | -    | -      |
| 2017 | Escudería FE                  | Peugeot 408 I     |      |      |       |       |      |       |       |       |       |        | 16    |      |       |        |        |        |       |       |     |        |     |     |     | -    | -      |
| 2017 | Pro Racing                    | Chevrolet Cruze I |      |      |       |       |      |       |       |       |       |        |       |      |       |        |        | 7      |       |       |     |        |     |     |     | -    | -      |
| 2018 |                               |                   | AG I | AG I | CDU   | CDU   | CON  | CON   | RC    | RC    | BA    | LP     | LP    | SL I | SL I  | AG II  | SMM    | SMM    | SL II | SL II | ROS | ROS    | PAR | PAR |     | -    | -      |
| 2018 | Citroën Total Racing Team PSG | Citroën C4 II     |      |      |       |       |      |       |       |       | 8     |        |       |      |       |        |        |        |       |       |     |        |     |     |     | -    | -      |
| 2018 | Toyota Young                  | Toyota Corolla XI |      |      |       |       |      |       |       |       |       |        |       |      |       | 12     |        |        |       |       |     |        |     |     |     | -    | -      |

### Súper TC 2000
| Año  | Equipo                        | Auto               | 1    | 2   | 3   | 4    | 5   | 6    | 7   | 8   | 9   | 10  | 11    | 12  | 13    | 14    | Res. | Puntos |
| ---- | ----------------------------- | ------------------ | ---- | --- | --- | ---- | --- | ---- | --- | --- | --- | --- | ----- | --- | ----- | ----- | ---- | ------ |
| 2014 |                               |                    | RAF  | VIE | AG  | ROS  | TOA | BA   | RES | SFE | SFE | SJU | TRH   | COD | PDF   |       | -    | -      |
| 2014 | Equipo Chevrolet YPF          | Chevrolet Cruze I  |      |     |     |      |     | Ret  |     |     |     |     |       |     |       |       | -    | -      |
| 2015 |                               |                    | JUN  | ROS | OBE | TRH  | RAF | SL I | SFE | SFE | TOA | GR  | SMM   | AG  | SL II |       | 15.º | 70     |
| 2015 | Pro Racing                    | Chevrolet Cruze I  | 4    | 10  | 5   | 16   | Ret | 5    | 15  | Ret | 11  |     |       |     |       |       | 15.º | 70     |
| 2015 | Equipo YPF Chevrolet          | Chevrolet Cruze I  |      |     |     |      |     |      |     |     |     | Ret | 15    | Ret | Ret   |       | 15.º | 70     |
| 2016 |                               |                    | TRE  | ROS | SMM | AG I | TRH | OBE  | BA  | SFE | SFE | TOA | SJU   | GR  | GR    | AG II | 24.º | 16     |
| 2016 | Escudería FE                  | Peugeot 408 I      | 21†  | Ret | Ret | Ret  | Ret | 19†  | Ret | 14  | Ret | 14  | 12    | Ret | 14    | 12    | 24.º | 16     |
| 2017 |                               |                    | BA I | PDF | SMM | ROS  | ROS | TRH  | RAF | OBE | SFE | SFE | BA II | SJU | GR    | AG    | 27.º | 6      |
| 2017 | Escudería FE                  | Peugeot 408 I      | 14   | Ret | 17  |      |     | 16   | 12  |     |     |     |       |     |       |       | 27.º | 6      |
| 2018 |                               |                    | BA I | ROS | ROS | SMM  | PDF | RAF  | SJU | OBE | SFE | SFE | TRH   | SNI | BA II | AG    | -    | -      |
| 2018 | Toyota Gazoo Racing Argentina | Toyota Corolla XI  |      |     |     |      |     |      |     |     |     |     |       |     | Ret   |       | -    | -      |
| 2019 |                               |                    | AG   | GR  | VIL | ROS  | PAR | SAL  | SNI | SJU | SMM | SMM | BA    | RC  | CEN   |       | -    | -      |
| 2019 | Chevrolet YPF                 | Chevrolet Cruze II |      |     |     |      |     |      |     |     |     |     | 7     |     |       |       | -    | -      |

### TCR South America
| Año  | Equipo          | Auto                         | 1  | 2  | 3   | 4   | 5   | 6   | 7   | 8   | 9   | 10  | 11  | 12  | 13  | 14  | 15  | 16  | 17  | 18  | Res. | Puntos |
| ---- | --------------- | ---------------------------- | -- | -- | --- | --- | --- | --- | --- | --- | --- | --- | --- | --- | --- | --- | --- | --- | --- | --- | ---- | ------ |
| 2023 |                 |                              | AG | AG | ROS | ROS | TRH | INT | RIV | RIV | EPI | EPI | LAP | LAP | VLP | VLP | VEL | VEL | CAS | CAS | 31°  | 30     |
| 2023 | Squadra Martino | Honda Civic Type-R TCR (FK7) |    |    |     |     | 7   | 18† |     |     |     |     |     |     |     |     |     |     |     |     | 31°  | 30     |

### TCR Brasil
| Año  | Equipo          | Auto                         | 1   | 2   | 3   | 4   | 5   | 6   | 7   | 8   | 9   | 10  | 11  | Pos. | Pts. |
| ---- | --------------- | ---------------------------- | --- | --- | --- | --- | --- | --- | --- | --- | --- | --- | --- | ---- | ---- |
| 2023 |                 |                              | INT | RIV | RIV | VLP | VLP | VEL | VEL | VEL | VEL | CAS | CAS | 26°  | 15   |
| 2023 | Squadra Martino | Honda Civic Type-R TCR (FK7) | 13† |     |     |     |     |     |     |     |     |     |     | 26°  | 15   |